# Baunei

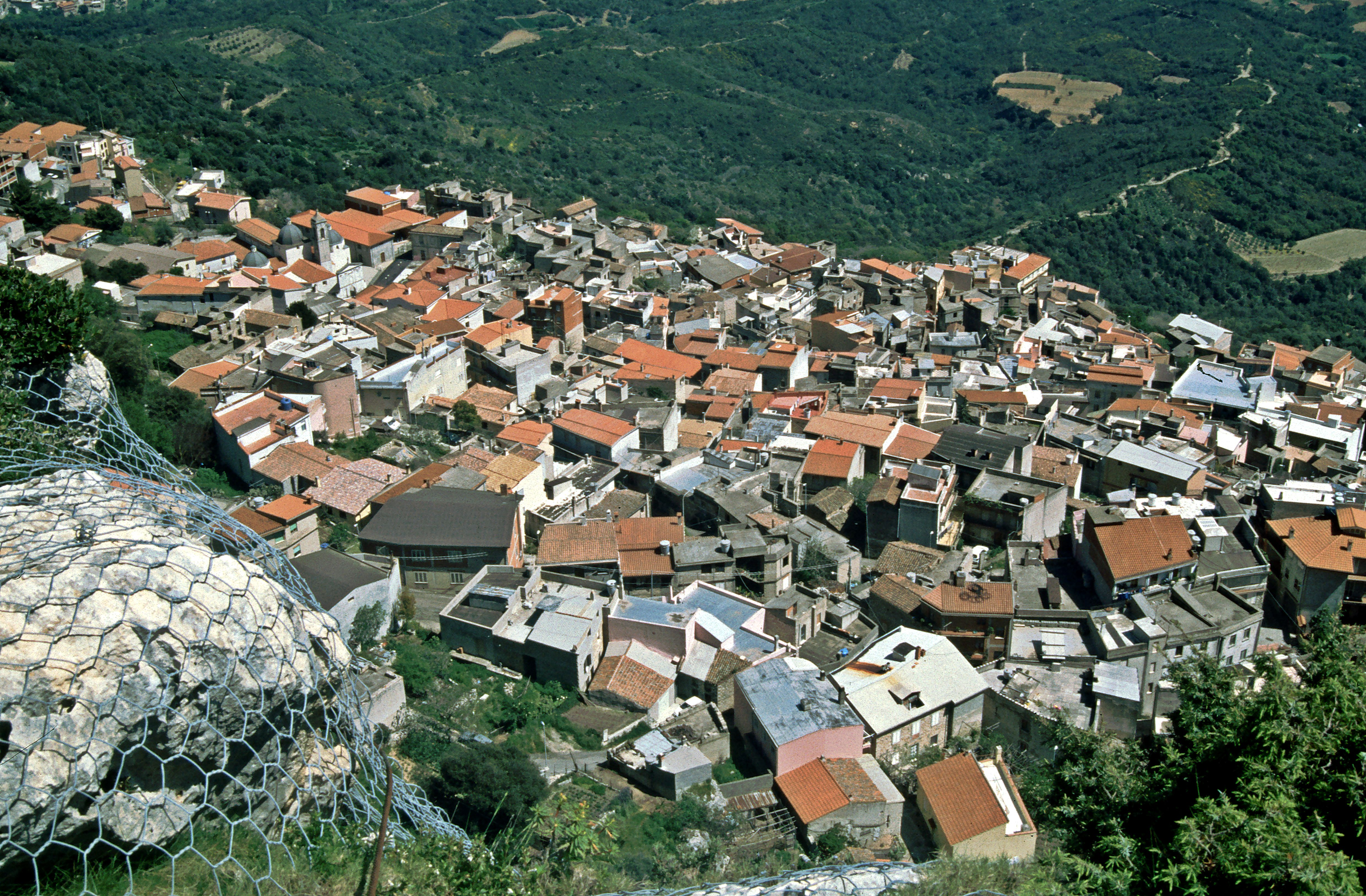
Baunei

Baunei là một đô thị tại tỉnh Ogliastra trên đảo Sardinia. Tại thời điểm ngày 31 tháng 12 năm 2004, đô thị này có dân số 3.844 người và diện tích là 215,9 km².

## Geography
Đô thị Baunei is có vị trí khoảng 100 km về phía đông bắc của Cagliari và khoảng 11 km về phía bắc của Tortolì. It có các frazione (đơn vị cấp dưới) Santa Maria Navarrese, một khu vực nghỉ mát nổi tiếng.
Baunei giáp các đô thị: Dorgali, Lotzorai, Talana, Triei, Urzulei.